# Médersa Cher-Dor
La médersa Cher-Dor (ce qui signifie « qui porte des lions ») est une médersa (ou madrassa) de Samarcande en Ouzbékistan. Elle donne sur la place Régistan et elle est inscrite au patrimoine mondial de l'Unesco depuis 2001, avec les autres monuments de Samarcande. Elle forme un ensemble architectural remarquable avec la médersa Ulugh Beg et la médersa Tilla Kari qui se trouvent à proximité.

## Historique

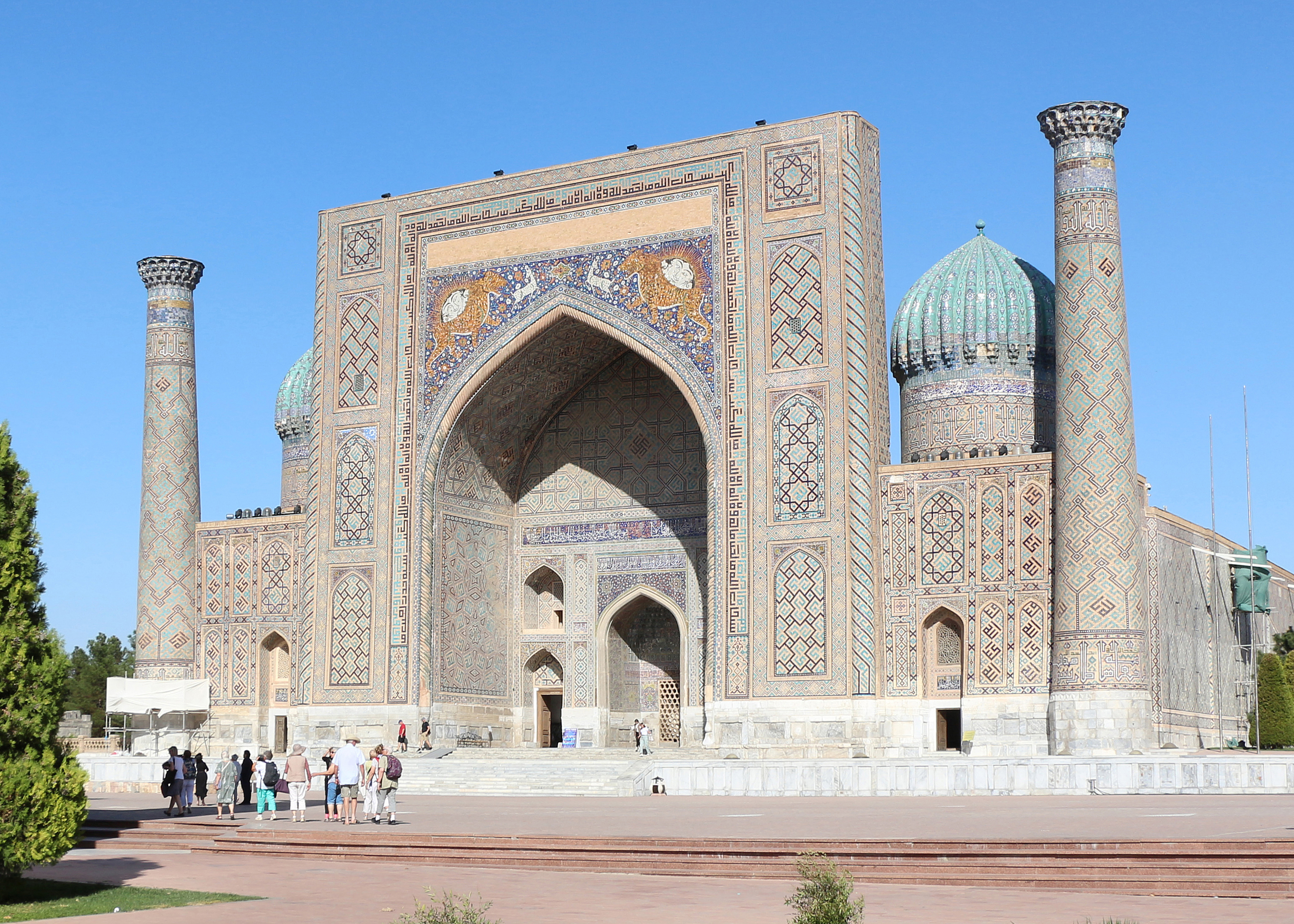
Façade de la médersa, avec de chaque côté de la pointe de l'iwan ses immenses lions-tigres.

La médersa a été construite en 1619-1635/1636 sur ordre du hakim (en) de Samarcande, Yalangtouch Bahadour (vizir de Kouli Khan), par l'architecte Abdoullah Djabbar. Sa décoration est l'œuvre du maître Mouhammad Abbas.
Elle est édifiée sur le côté est de la place à l'emplacement d'un khanqah du XVe siècle dont les matériaux servent à sa construction, ce qui est confirmé par les fouilles archéologiques menées en 1956 par l'archéologue soviétique S. N. Yourenev. La médersa Cher-Dor est construite selon le mode du koch avec la médersa Ulugh Beg, selon des proportions exquises. Le projet de l'architecte prévoyait en effet que les façades des deux édifices devaient être le miroir l'une de l'autre.  Mais l'auteur n'avait pas prévu qu'en deux cents ans, depuis l'achèvement de la construction de la médersa Ulugh Beg, le niveau du Régistan aurait été surélevé de deux mètres. Cela a pour conséquence de donner une apparence plus trapue à la médersa Cher-Dor que l'original.
Après la fin des travaux, la médersa reçoit le nom de son architecte, mais cette dénomination n'est jamais adoptée par la population locale. Son nom actuel, « Cher-Dor », est dû aux mosaïques du tympan du portail d'honneur. Le décor représente une scène de chasse avec des animaux fantastiques dont des lions-tigres portant une tête entourée de rayons de soleil, dans une version mongole du dieu Mithra. Cette scène est l'un des symboles aujourd'hui de la république d'Ouzbékistan, également présente sur le billet de 200 som.
La médersa Cher-Dor est fameuse dans le monde musulman pendant environ trois siècles, comme établissement d'enseignement coranique de grande réputation, mais ensuite elle n'a plus qu'un rayonnement local, comme du reste la médersa Ulugh Beg. Malgré ses dimensions imposantes, la médersa n'accueillait en fait qu'à peine une quarantaine d'étudiants. L'on peut citer parmi ces derniers le cheikh soufi d'origine tatare, Chigaboutdine Mardjani, philosophe et historien.
La médersa subit plusieurs tremblements de terre, dont deux des plus sévères la frappent au début du XIXe siècle et à la fin du XIXe siècle. Elle résiste, mais elle est endommagée avec son portail principal qui est déformé et ses minarets, de guingois. Au début des années 1920, l'enseignement coranique est supprimé par les autorités locales bolchéviques et l'établissement est nationalisé. Des travaux de restauration commencent en 1924. Les cellules sont démontées, les arcs du portail sont remis en état,  et la mosaïque du tympan est restaurée, etc. Des fouilles archéologiques sont menées dans les années 1950 qui sont suivies par de nouvelles restaurations. En 1960-1962, les minarets sont démontés, et la mosaïque au-dessus du portail principal est entièrement restaurée et consolidée en 1962 d'après un projet de l'artiste V. N. Gorokhov et de l'architecte A. I. Freitag.
Les cellules sont occupées aujourd'hui par des marchands de souvenirs et de tapis.

## Architecture

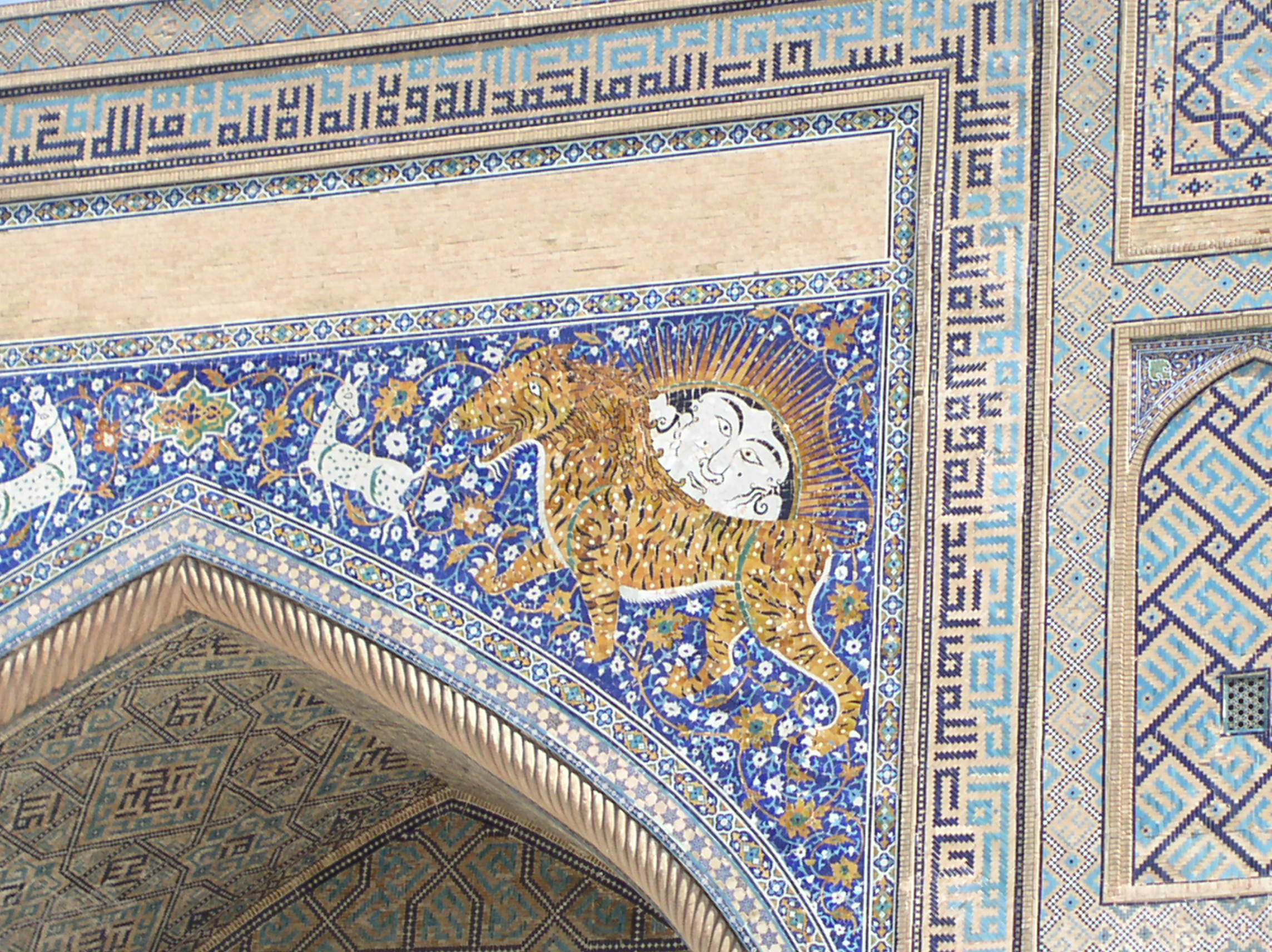
Détail du portail de la médersa.

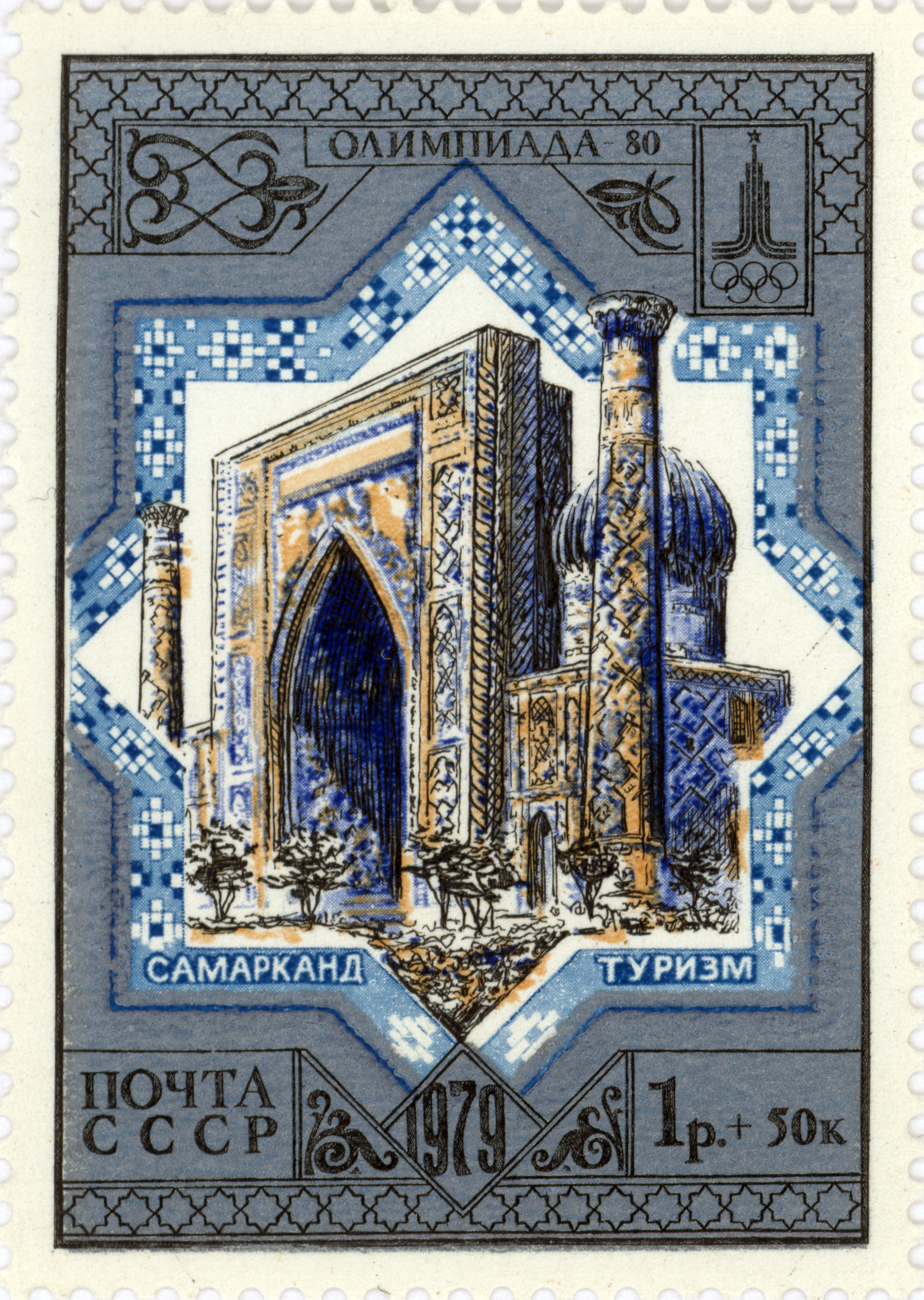
La médersa représentée sur un timbre de l'époque soviétique.

La médersa Cher-Dor est construite dans la tradition médiévale d'Asie centrale. Elle est de forme rectangulaire sur une surface de 70 × 57 mètres. La façade principale est divisée par un portail imposant (pishtak) avec un arc en iwan. Il atteint 31,5 mètres de hauteur. Les angles de la façade sont flanqués de minarets d'une hauteur de 31 mètres, couronnés par des corniches en forme de stalactites (muqarnas). De chaque côté du portail, on remarque deux coupoles en bulbe cannelé qui coiffent chacune les salles d'études.
La décoration de la médersa utilise à profusion la brique vernissée et glaçurée, les majoliques et les mosaïques du type « kachine ». La décoration des façades extérieures est dominée par des motifs géométriques complexes (selon le modèle de l'ornement « ghirikh ») conçus pour être perçus de loin. Des ornementations épigraphiques décorent les frises des minarets et les tambours des coupoles.
Les majoliques du portail principal sont uniques et constituent un chef-d'œuvre de l'art islamique. Les tympans des arcs des cellules sont richement décorés. Des tiges enroulées avec des bourgeons luxuriants et des fleurs délicates forment des motifs gracieux. Le panneau de mosaïques de la niche de l'iwan du côté ouest est remarquable : il est constitué de bouquets de fleurs pleines de sensualité dans de grands pots qui symbolisent l'arbre de vie.
La décoration de l'intérieur est intéressante, notamment celle du dôme du darskhaneh. Ses murs et ses voûtes sont décorés selon la technique du « koundal », avec des motifs végétaux, tandis que les médaillons de la coupole et des voûtes sont formés d'arabesques complexes.

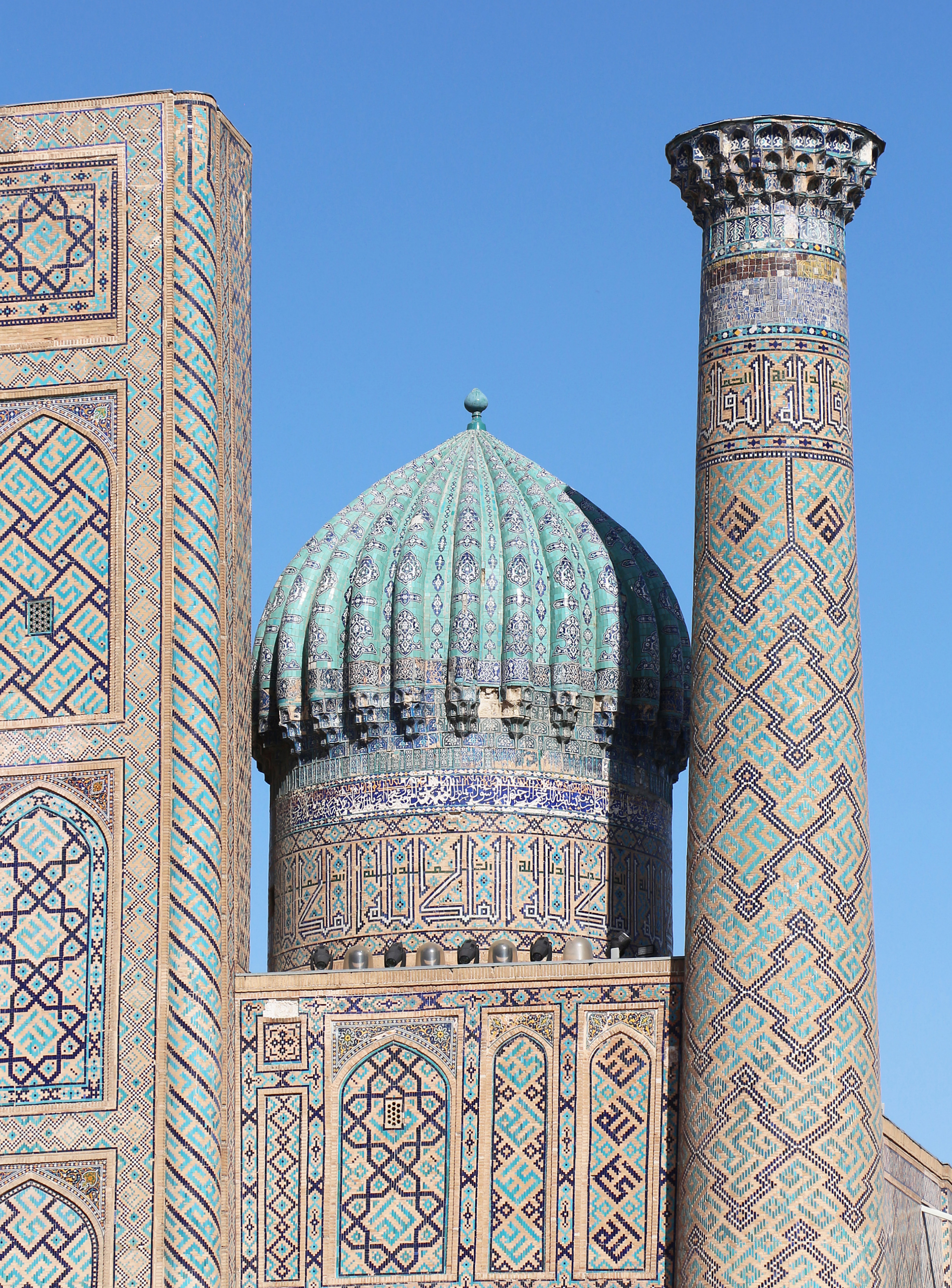
Dôme et minaret de la médersa
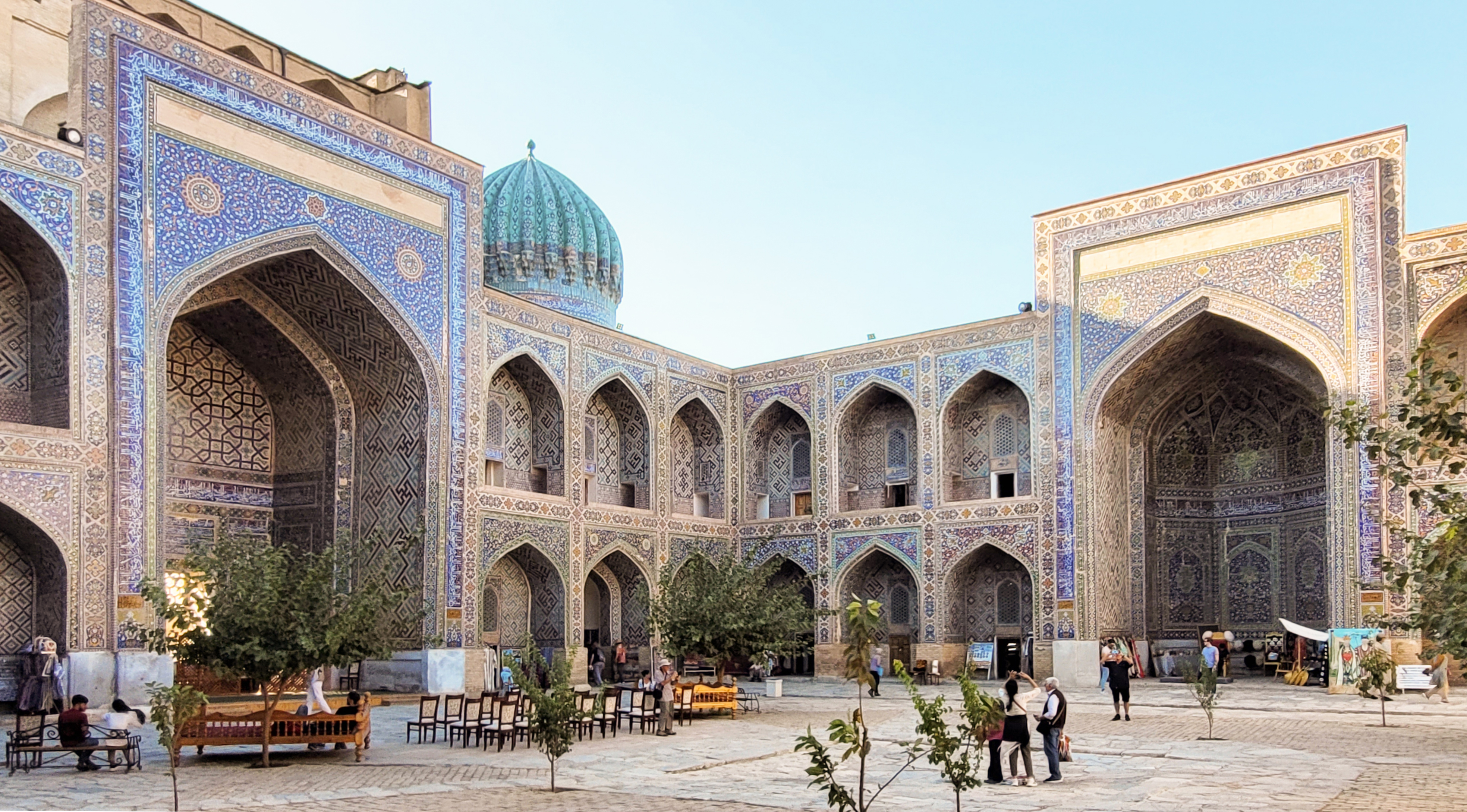
Cour intérieure de la médersa
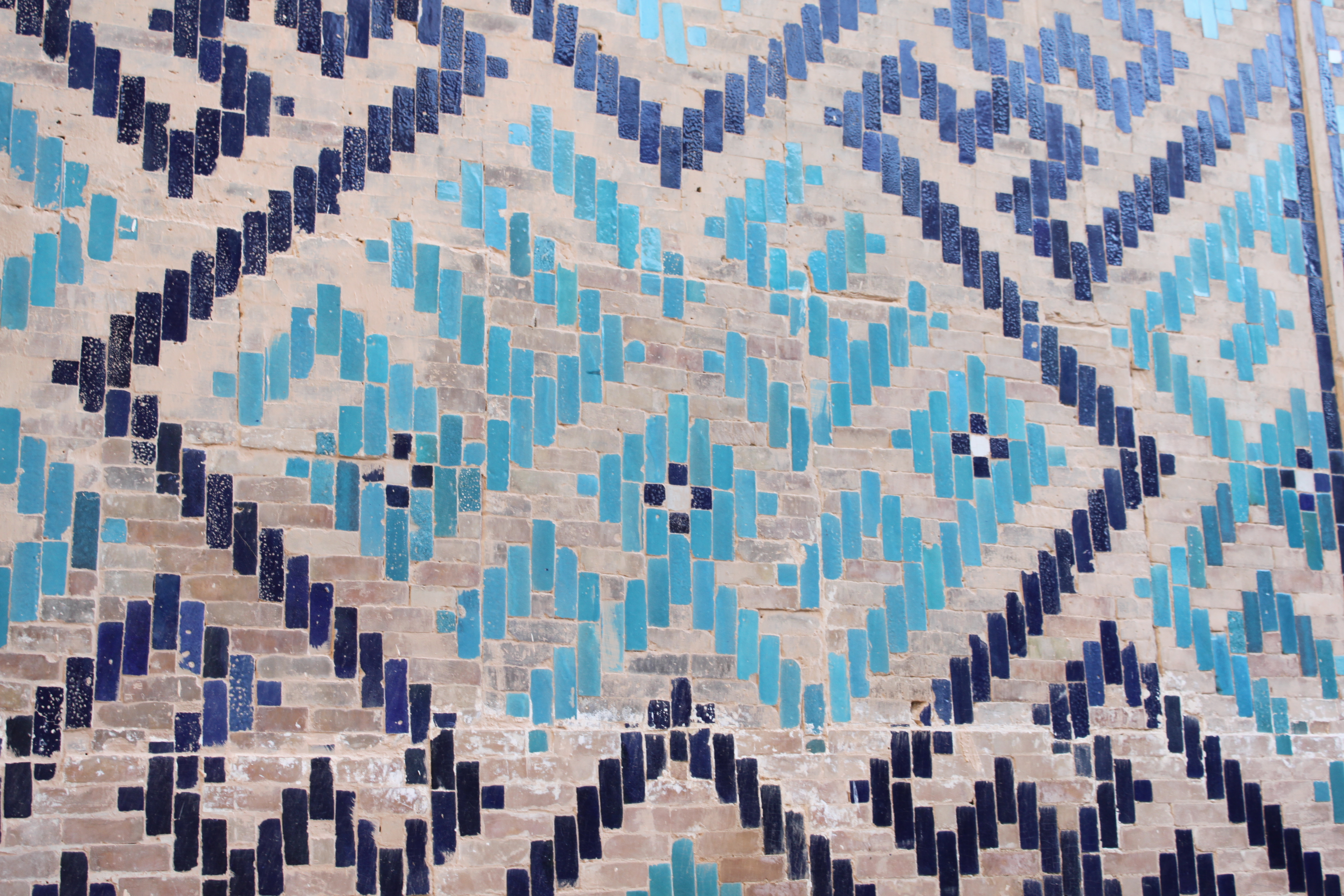
Décor du fond d'un porche d'une cellule en style bannaï
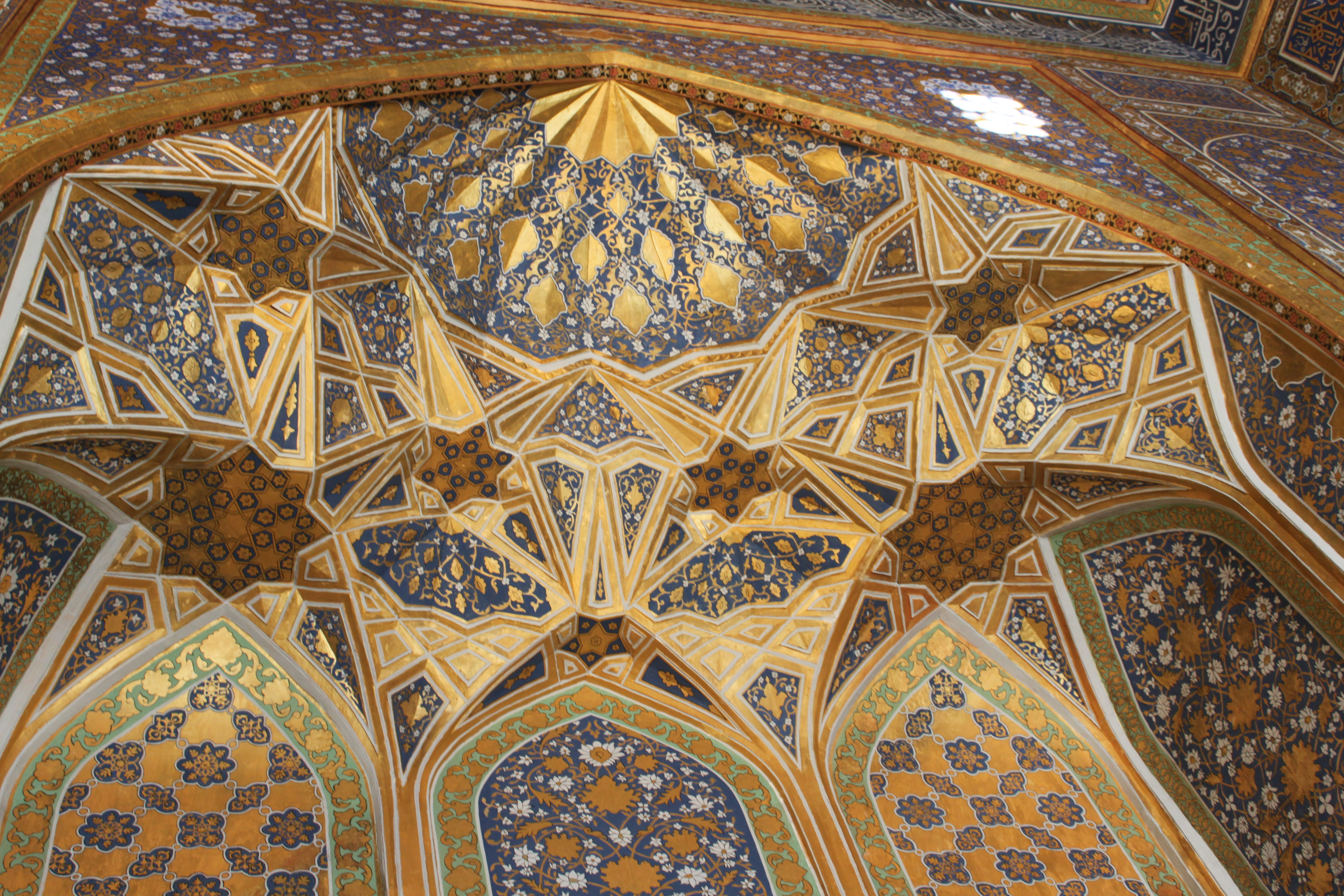
Plafond d'une salle d'études

## Photos

Extérieur de la médersa Cher-Dor
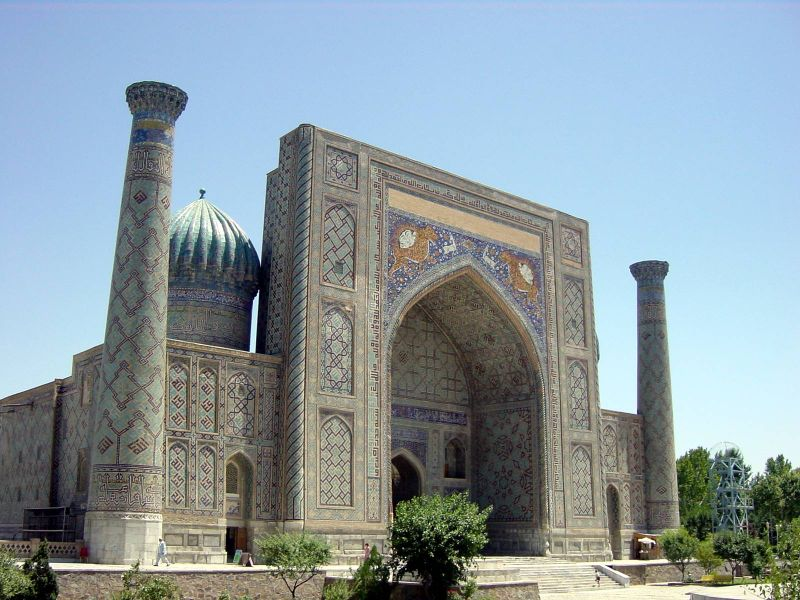
Vue extérieure de la médersa Cher-Dor.
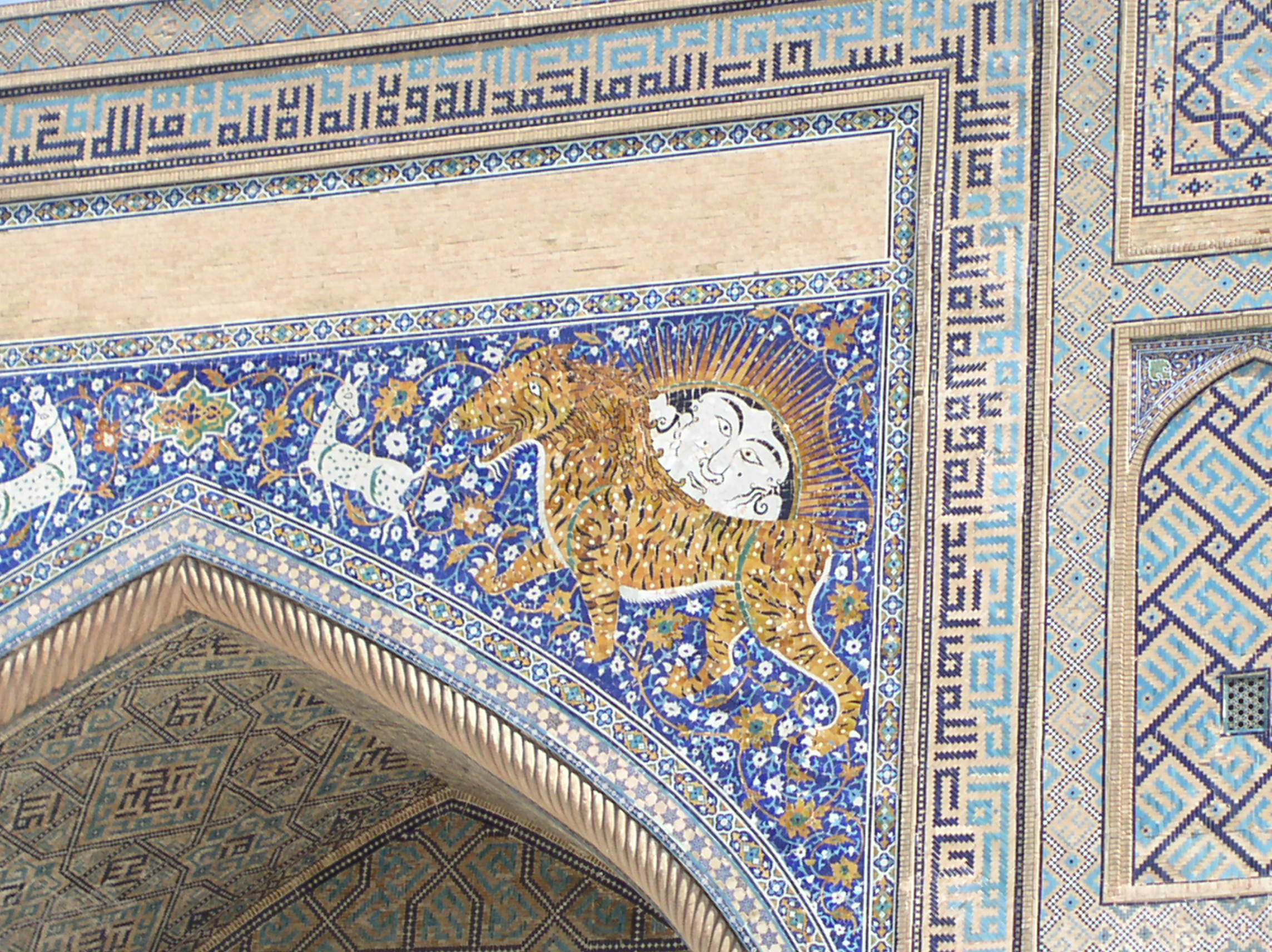
Détail du pishtak de la médersa Cher-Dor.
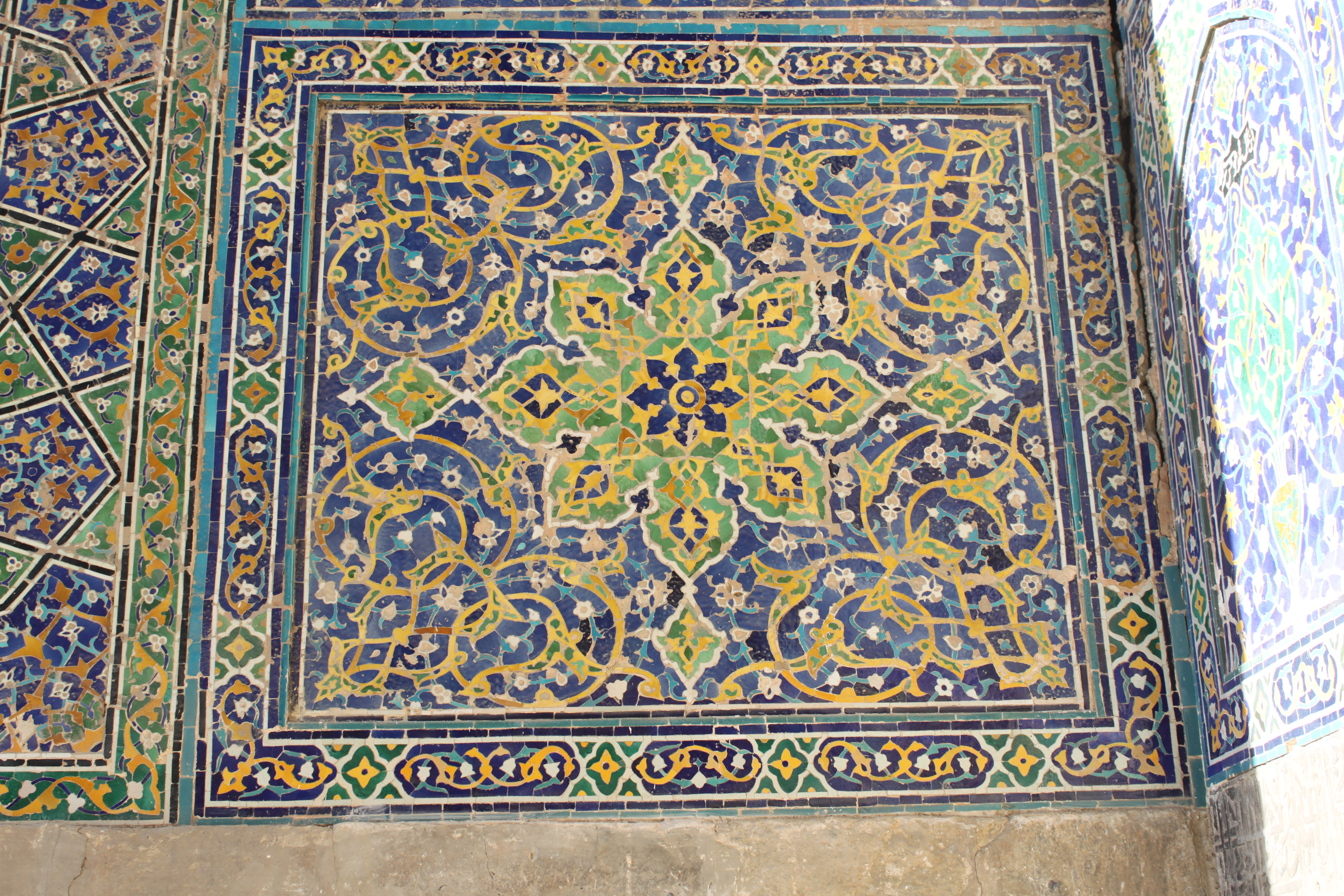
Autre détail du pishtak de la médersa Cher-Dor.
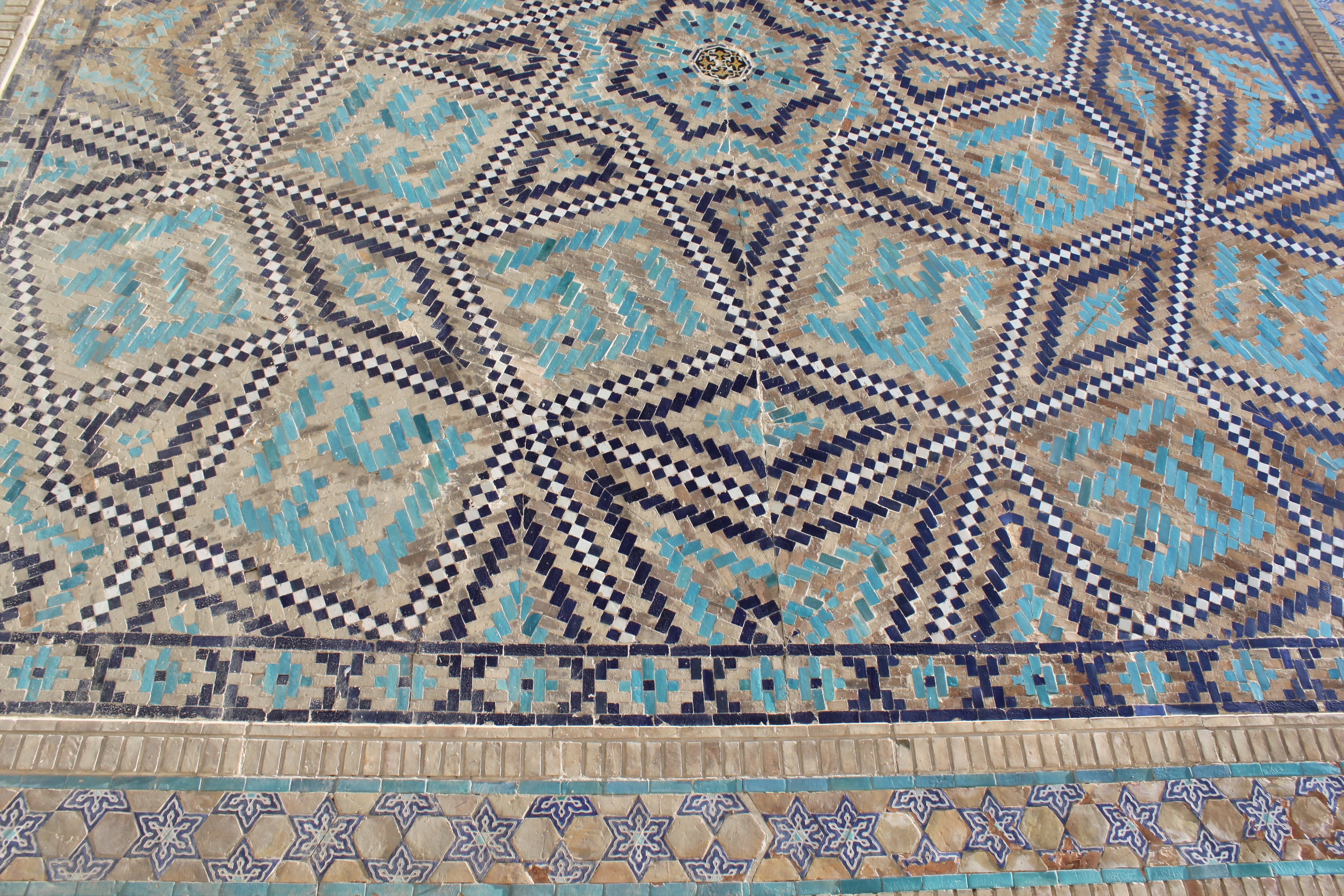
Détail d'une paroi latérale du pishtak de la médersa Cher-Dor (bannaï).
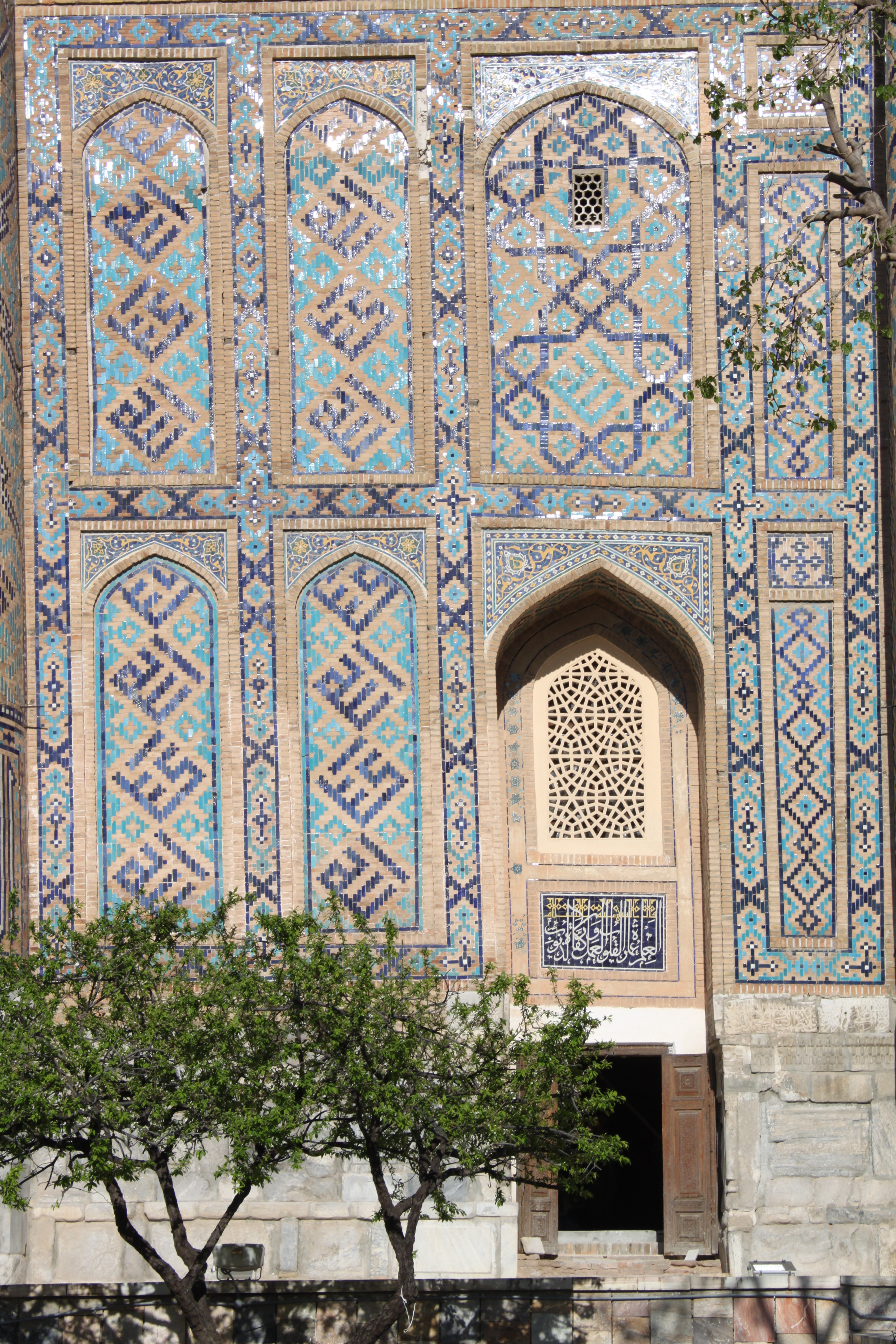
Détail de la façade de la médersa Cher-Dor (inscriptions style "bannaî").
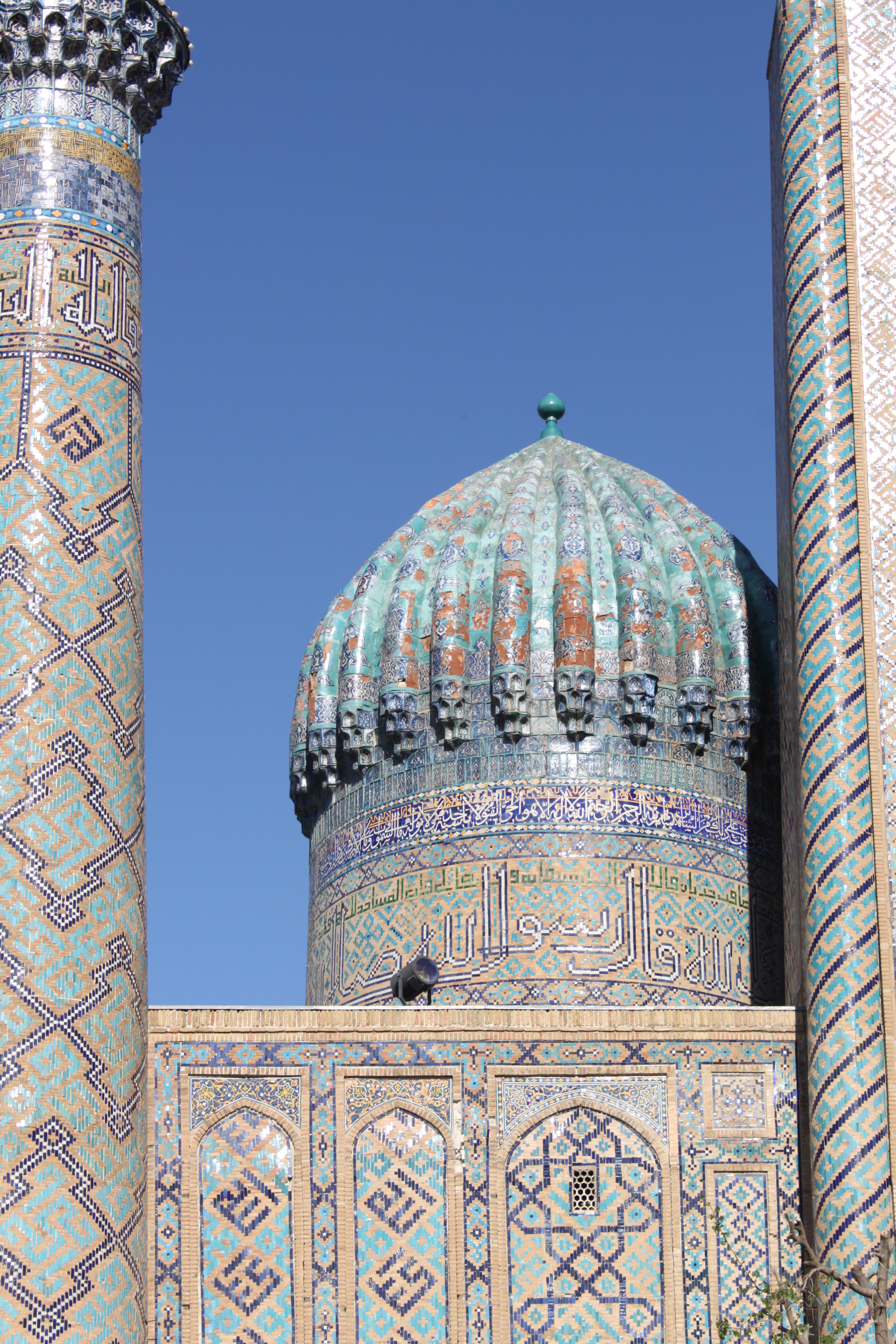
Un des dômes de la médersa Cher-Dor.

Intérieur de la médersa Cher-Dor
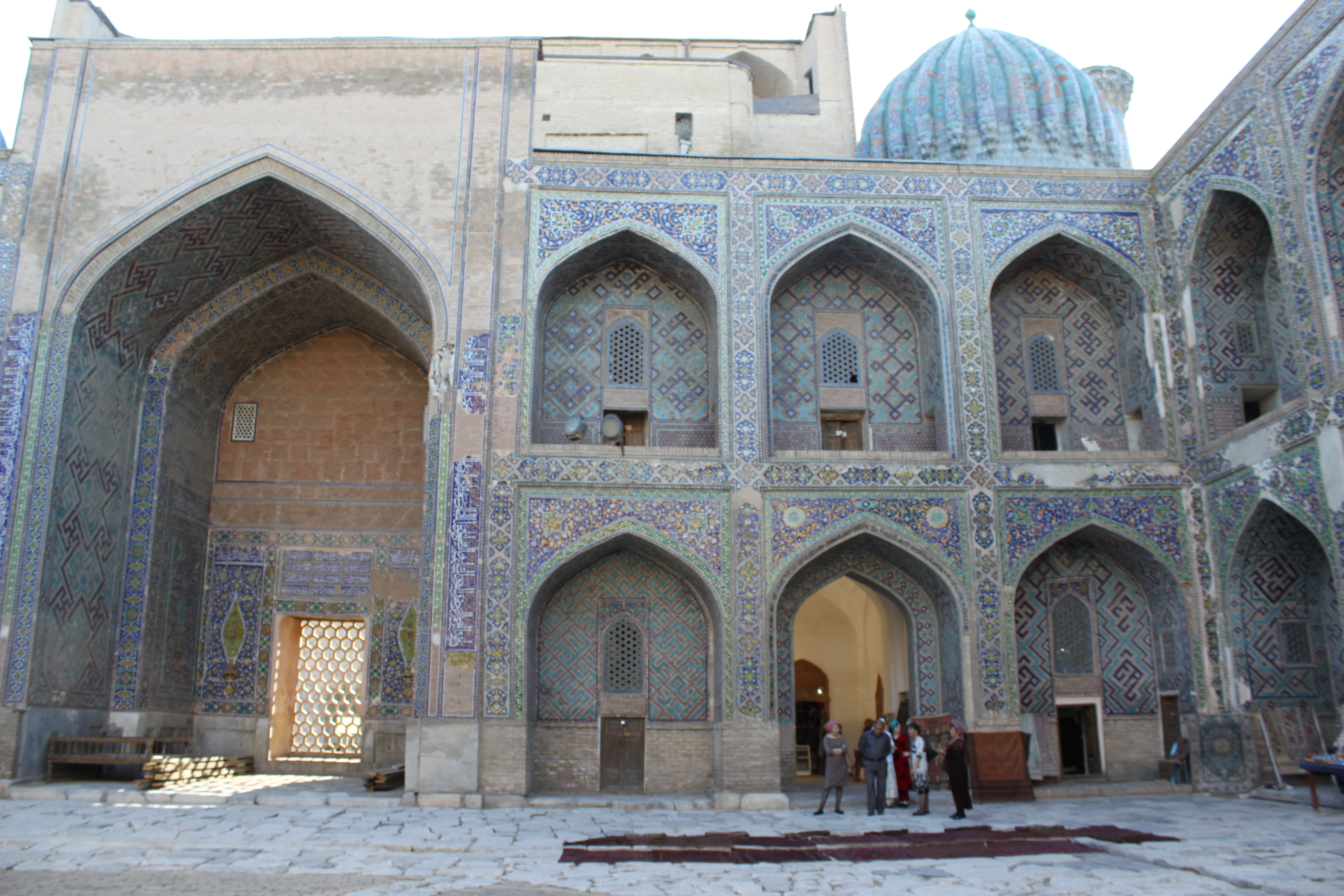
La cour intérieure de la médersa Cher-Dor.
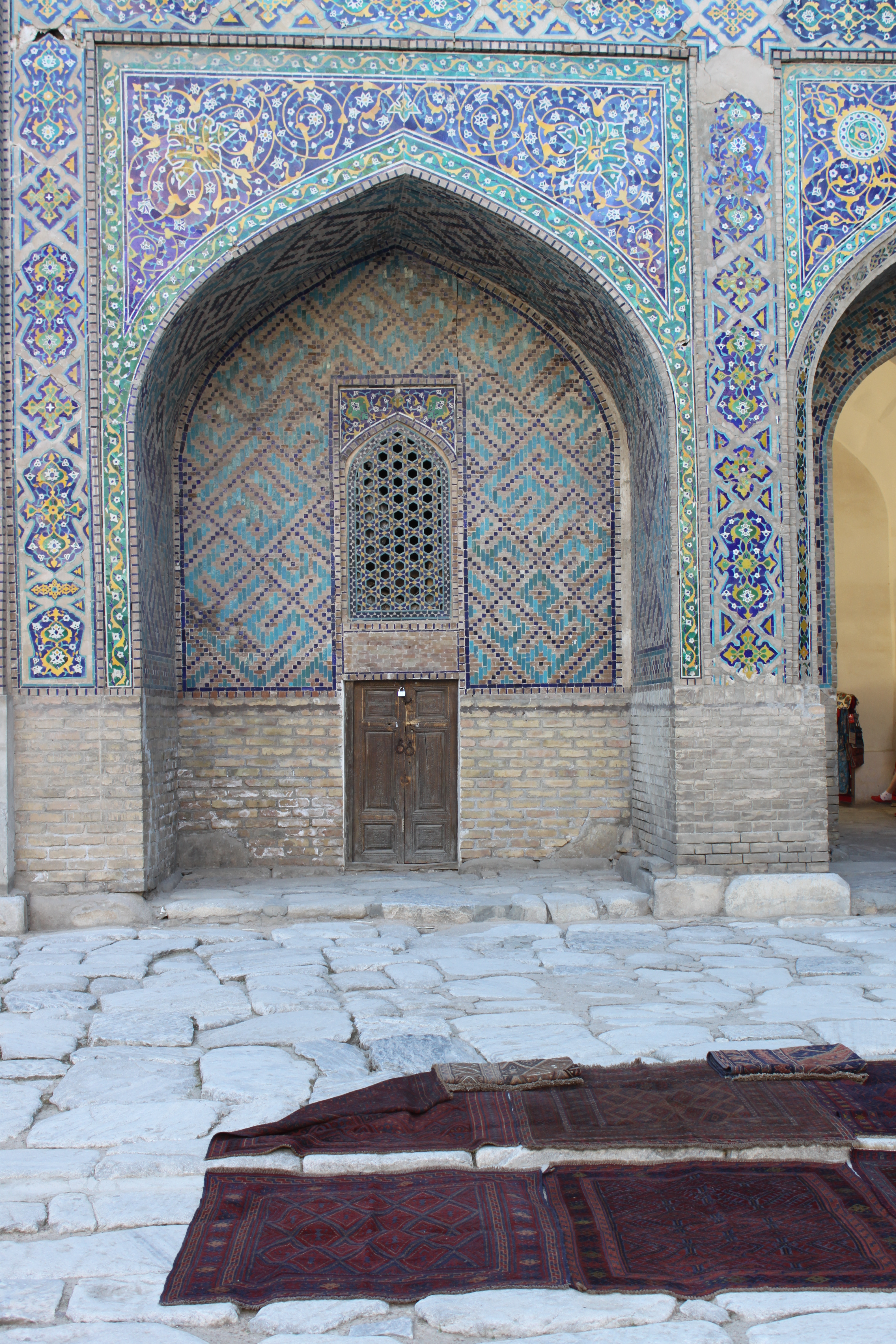
Une cellule de la médersa Cher-Dor.
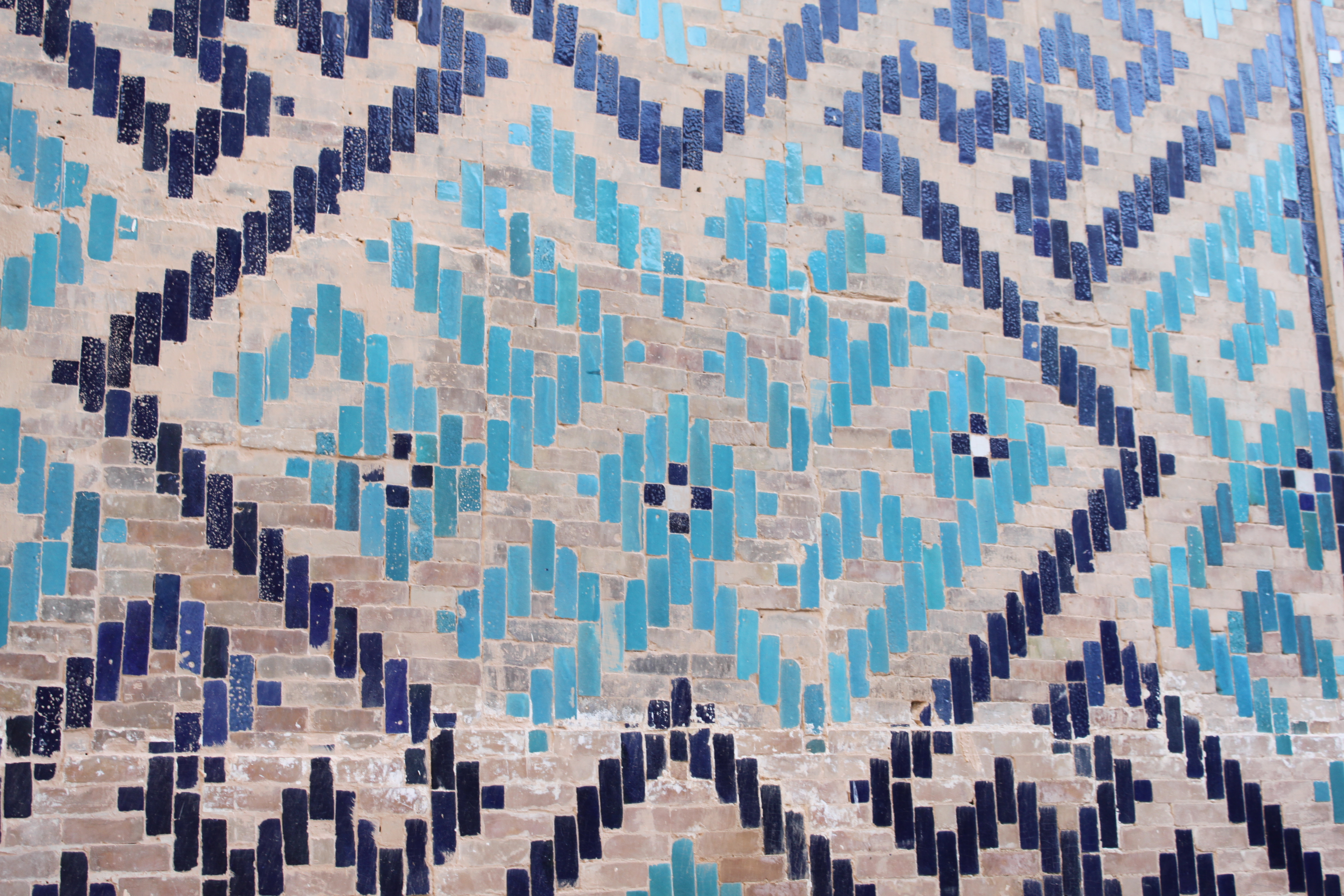
Détail du porche d'une cellule de la médersa Cher-Dor (style bannaï).
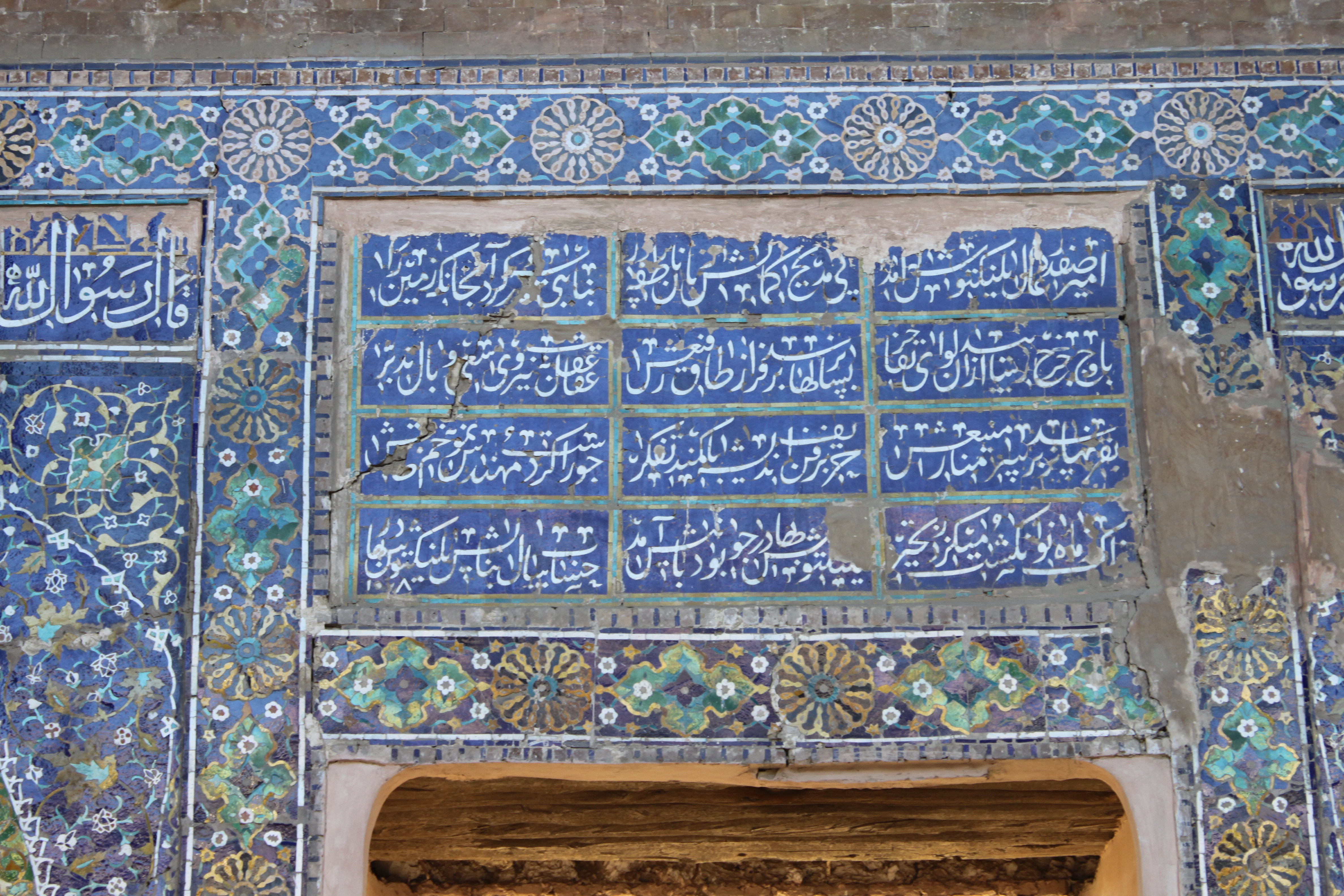
Inscription sous un iwan de la médersa Cher-Dor.
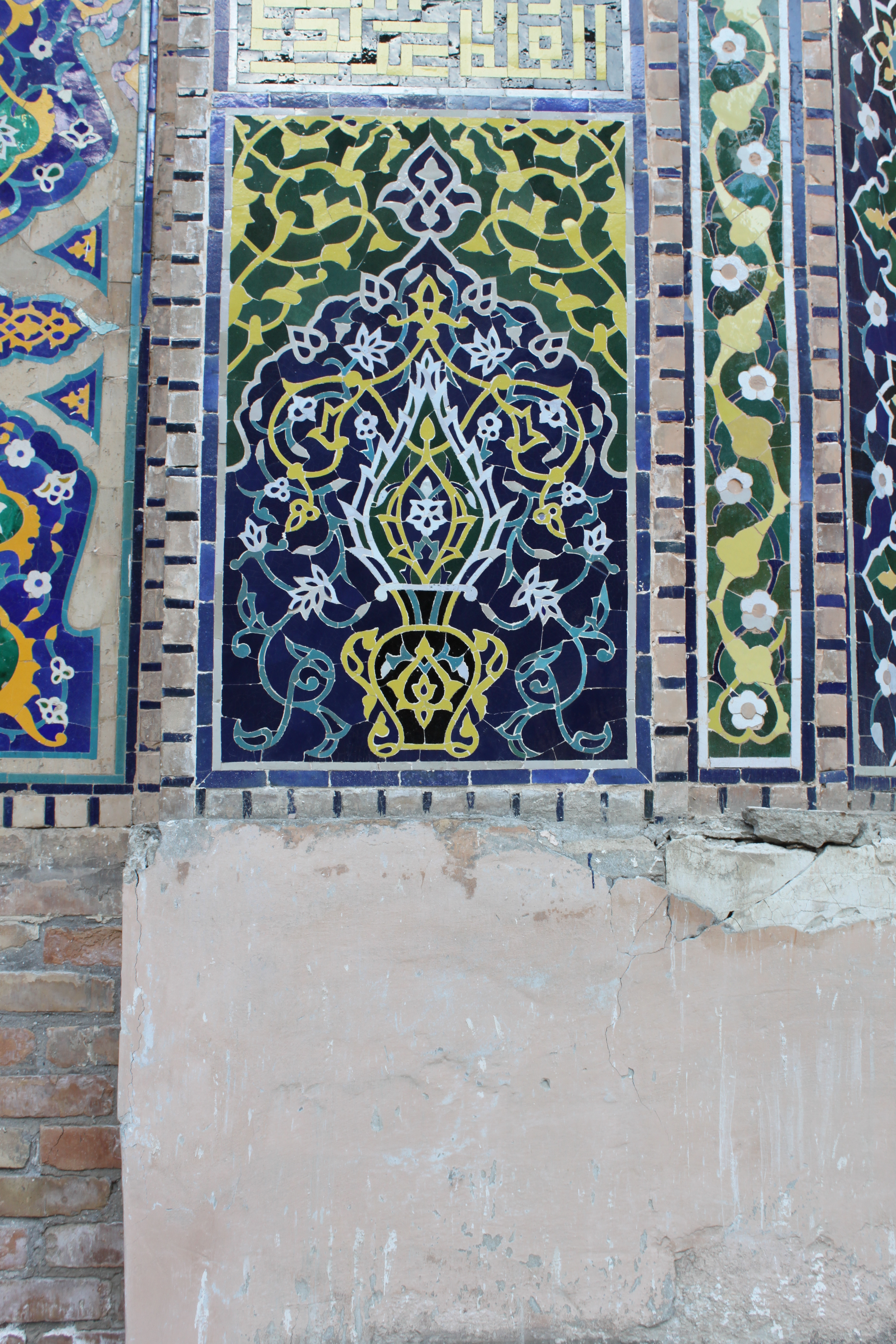
Détail bordant un iwan de la médersa Cher-Dor.
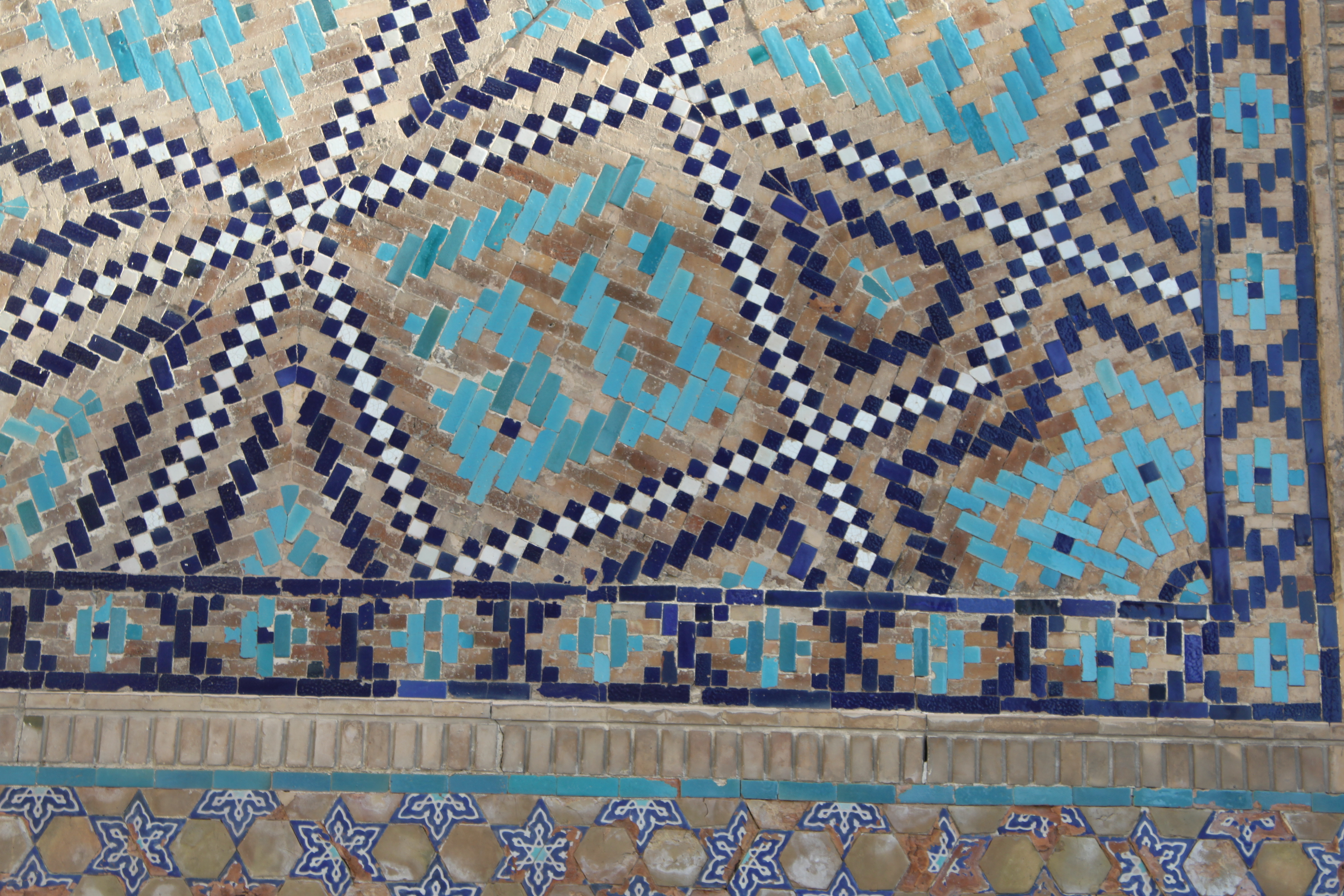
Inscription sous un iwan de la médersa Cher-Dor (style bannaï).

## Notes et références

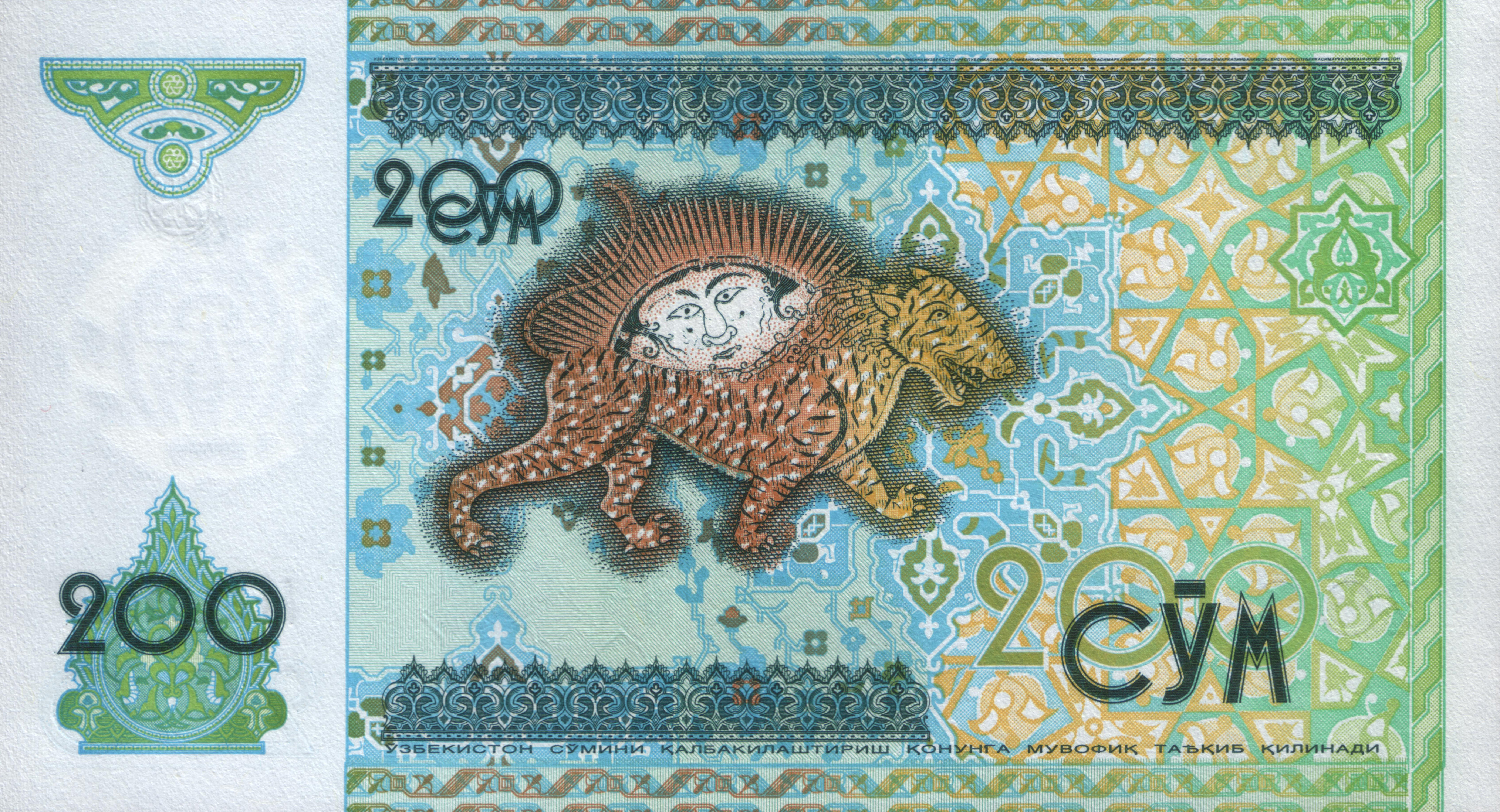
Fragment de l'emblème héraldique repris de la façade de la médersa Cher-Dor sur un billet de 200 soumis.